# Wiesbaden-klass
Wiesbaden-klass var en grupp på två lätta kryssare som tjänstgjorde i det första världskriget. Fartygsklassen var väldigt lik en tidigare design, Graudenz-klassen.

## Fartyg i klassen

### SMSWiesbaden
SMS Wiesbaden tjänstgjorde under första världskriget, men sänktes under Skagerrakslaget.

### SMSFrankfurt
SMS Frankfurt tjänstgjorde också under första världskriget, men överlevde kriget. Fartyget togs sedan som krigsbyte och sjönk 1921 i USA, då det användes som måltavla.